# Letiště Lhasa
Letiště Gongkar (tibetsky: གོང་དཀར་གནམ་ཐང་, wylie: gong dkar gnam thang, zjednodušená čínština: 拉萨贡嘎机场; tradiční čínština: 拉薩貢嘎機場; pinyin: Lāsà Gònggá Jīchǎng, IATA: LXA, ICAO: ZULS) je lhaské letiště, které se nachází 50 km jižně od Lhasy na pravém břehu řeky Jarlung. Jedná se o jedno z nejvýše položených letišť na světě, fungovat začalo v roce 1956. Dnes obsluhuje převážně lety z Číny, ale také z Hongkongu a Káthmándú. Z letiště do města vede dálnice, která se v roce 2015 přestavuje a rozšiřuje.